# 하타테 레오
하타테 레오(일본어: 旗手 怜央, 1997년 11월 21일 ~ )는 일본의 축구 선수이며, 현재 셀틱에서 중앙 미드필더로 뛰고 있다.

## 클럽 경력

### 가와사키 프론탈레
하타테는 2019 J1리그 시즌 말에 데뷔했으며, 홋카이도 콘사돌레 삿포로와의 2-1 승리 경기에서 아베 히로유키(아베 히로유키)의 교체선수로 출전했다.
다음 시즌, 그는 가와사키 프론탈레 팀에서 입지를 굳혔다. 다재다능함으로 인해 그는 주로 왼쪽 윙백으로 활용되었지만 공격형 미드필더와 양쪽 윙에서도 활약했다. 프론탈레가 2020 J1리그에서 우승하면서 그는 모든 대회에서 38경기에 출전하여 6골을 기록하며 시즌을 마쳤다.

### 켈틱
2021년 12월 31일, 하타테는 약 140만 파운드에 이른다고 여겨지는 금액으로 4년 반 계약을 체결한 것으로 발표되었다. 2022년 1월 17일, 그는 2-0으로 이긴 히버니언 경기에서 데뷔하고 경기 MVP에 선정되었다. 2월 2일, 하타테는 레인저스 FC를 상대로 열린 올드 펌 경기에서 3-0 승리를 거둔 경기에서 2골 1도움을 기록했다. 하타테는 그 해에 켈틱이 2021–22 Scottish Premiership 리그 우승을 차지하는 데 도움을 주었다.
이어지는 시즌에는 하타테가 UEFA 챔피언스 리그에서 레알 마드리드를 상대로 켈틱 파크에서 데뷔했다. 켈틱은 경기에서 3-0으로 패했지만, 하타테는 로스 블랑코스에 대한 그의 성과로 팬들과 언론에서 높이 평가받았다.
2022년 12월 24일, 조시프 유라노비치의 부재와 앤서니 랄스턴의 부상으로 - 하타테는 St Johnstone과의 스코틀랜드 프리미어쉽 홈 경기에서 우백으로 선발 출전했다, 거기서 하타테는 셀틱의 4-1 홈 승리로 이어지는 경기에서 2골을 넣었다. 하타테는 이 경기에서 또 다른 매치 MVP상을 수상했으며, 셀틱 감독인 앤제 포스테코글루가 그의 다재다능한 포지션에서의 능력을 강조했다.
2023년 9월 29일, 하타테는 셀틱과의 새로운 5년 계약에 서명하여 2028년까지 클럽에 남게 되었다.

## 국가대표팀 경력
그는 2018년과 2020년 AFC U-23 축구 선수권 대회, 2018년 아시안 게임에 출전했다.
2020년 하계 올림픽 국가대표팀에 포함되었다. 5경기에 출전, 4강 진출에 기여했다.
2022년 FIFA 월드컵 예선에 참가할 일본 국가대표팀에 발탁되었으며, 3월 29일 베트남와의 경기에서 데뷔했다. 2023년 AFC 아시안컵에도 출전했다.

## 통계
| 일본 | 일본 | 일본 |
| 연도 | 출전 | 득점 |
| ---- | ---- | ---- |
| 2022 | 1    | 0    |
| 2023 | 4    | 0    |
| 2024 | 5    | 0    |
| 통산 | 10   | 0    |